# Селиваниха (Орехово-Зуевский район)
Селива́ниха — деревня в составе сельского поселения Дороховское Орехово-Зуевского района Московской области. Население — 182 чел. (2010).

## История
Первое сохранившееся упоминание о деревне Селиваново относиться к 1631 году и имеется в писцовых книгах писца Афанасия Отяева и подьячего Василия Арбенева № 139, 140 и 141 (1631, 1632, 1633 года).

…Московского уезда Гуслицкая волость.
Пустошь что была деревня Труфаново, Селиваново, Телегино тож, а в ней три места дворовых; пашни паханые худые земли пять четвертей, пашет наездом из деревни Авдокимко Логинов…
Первое сохранившееся упоминание о жителях деревни имеется в писцовых и межевых книгах писца стольника Ивана Меньшова Афросимова и подьячего Ивана Васильева № 183, 184, 185, 186, 187 (1675—1679 года).

…Московского уезда Гуслицкая волость.
Деревня что была пустошь Труфаново, Селиваново, Телегино тож на пруде, а в ней крестьян: во дворе Максимко Тимофеев, у него дети: Бориско, Гришка; Андрюшка десяти лет;…
Максимко Тимофеев 1610 года рождения это предок по мужской линии одного из знаменитых жителей деревни — вице-адмирала Елисеева Ивана Дмитриевича.
В деревне сохранился дом купцов Елисеевых и восстановлена церковь которая была построена основателем фамилии Елисеевых Иноком Схимником Ефимием (в миру Елисеем Макеевым).

## Население
| 1926 | 2002 | 2006 | 2010 |
| ---- | ---- | ---- | ---- |
| 743  | ↘202 | ↘194 | ↘182 |

## Известные жители деревни
- Елисеев, Иван Дмитриевич (23 января 1901 года — 28 сентября 1974 года) — советский военачальник, вице-адмирал ВМФ. Родился и прожил в деревне всё детство и отрочество.
- Елисеев Владимир Дмитриевич (1895—1944) — начальник финансовой части 294-го стрелкового полка ВВ НКВД. Старший лейтенант интендантской службы[10]. Внесен в Книгу памяти Московской области. Родился и прожил в деревне всё детство и юность.